# Liste des mammifères en Guyane
Pour des articles plus généraux, voir Liste des mammifères en France, Liste des mammifères en Amérique du Sud et Faune en Guyane.

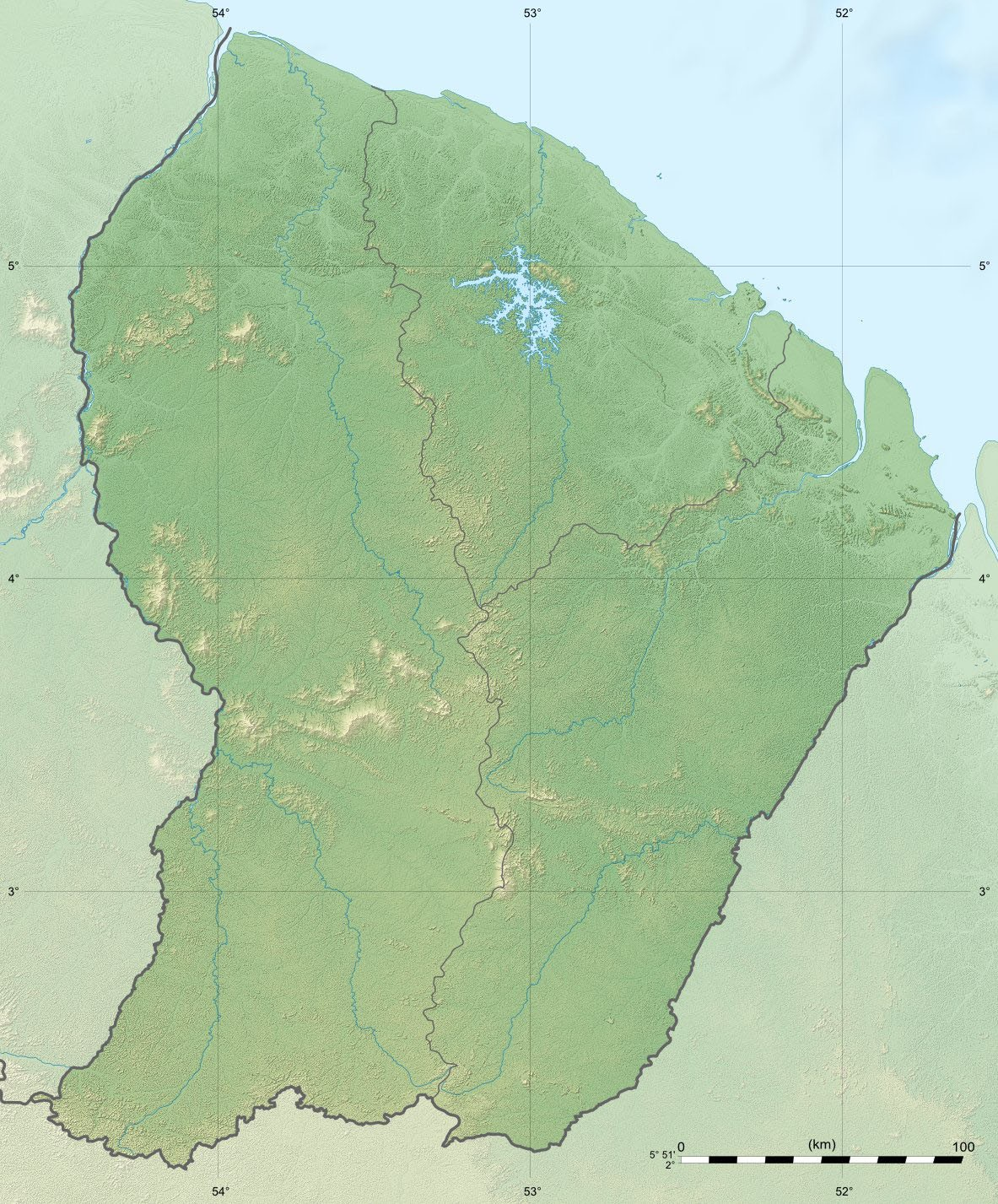
Carte topographique de la Guyane.

Localisation de la Guyane en Amérique du Sud.

Cette liste commentée recense la mammalofaune en Guyane. Elle répertorie les espèces de mammifères guyanais actuels et celles qui ont été récemment classifiées comme éteintes (à partir de l'Holocène, depuis donc 11 700 ans av. J.‑C.). Cette liste comporte 250 espèces réparties en douze ordres et 43 familles, dont quatre sont « en danger », sept sont « vulnérables », cinq sont « quasi menacées » et 27 ont des « données insuffisantes » pour être classées (selon les critères de la liste rouge de l'UICN au niveau mondial).
Elle contient au moins six espèces introduites sur ce territoire, qui sont plus ou moins bien acclimatées. Il peut contenir aussi des animaux non reconnus par la liste rouge de l'UICN (quinze mammifères ici) et ils sont classés en « non évalué » : cela étant dû notamment au manque de données, à des espèces domestiques, disparues ou éteintes avant le XVIe siècle. Il n'existe pas en Guyane d'espèce et de sous-espèce de mammifère endémique (on parle plutôt d'un centre d'endémisme (en) des Guyanes).

## Statuts de la liste rouge de l'UICN
Les statuts de conservation utilisés par la liste rouge de l'UICN mondiale sont :
| (EX) | Éteint                  | Il n'y a pas le moindre doute sur le fait que le dernier spécimen recensé est mort.                                                                   |
| (EW) | Éteint à l'état sauvage | L'espèce est connue uniquement en captivité ou en tant que population naturalisée bien en dehors de son ancienne aire de répartition.                 |
| (CR) | En danger critique      | L'espèce risque prochainement de s'éteindre à l'état sauvage.                                                                                         |
| (EN) | En danger               | L'espèce fait face à un très gros risque d'extinction à l'état sauvage.                                                                               |
| (VU) | Vulnérable              | L'espèce fait face à un gros risque d'extinction à l'état sauvage.                                                                                    |
| (NT) | Quasi menacé            | L'espèce ne satisfait pas un ou plusieurs des critères prévus qui permettraient de la catégoriser, mais pourrait risquer de s'éteindre dans le futur. |
| (LC) | Préoccupation mineure   | Il n'y a pas de risque identifiable pour l'espèce. |
| (DD) | Données insuffisantes   | Il n'y a pas d'information adéquate qui permettraient de faire une évaluation des risques pour cette espèce.                                          |
| (NE) | Non évalué              | L'espèce n'a pas encore été confrontée aux critères précédents, n'est pas reconnue par l'UICN ou bien s'est éteinte avant le XVIe siècle.             |

## Ordre:Didelphimorphes

### Famille:Didelphidés
| Nom vulgaire, nom binominal et citation d'auteurs                                | Origine et statut en Guyane              | Aire de répartition                                         | Statut UICN mondial | Statut UICN Guyane | Image                              |
| -------------------------------------------------------------------------------- | ---------------------------------------- | ----------------------------------------------------------- | ------------------- | ------------------ | ---------------------------------- |
| Opossum laineux jaune Caluromys philander (Linnaeus, 1758)                       | Autochtone,                              | Aire de répartition de l'Opossum laineux jaune              | [ 2 ]               | [ 3 ]              | Opossum laineux jaune              |
| Opossum à queue touffue Glironia venusta Thomas, 1912                            | autochtone,                              | Aire de répartition de l'Opossum à queue touffue            | [ 6 ]               | [ 3 ]              |                                    |
| Opossum aquatique Chironectes minimus (Zimmermann, 1780)                         | Autochtone                               | Aire de répartition de l'Opossum aquatique                  | [ 7 ]               | [ 3 ]              | Opossum aquatique                  |
| Cryptonanus sp. Voss, Lunde & Jansa, 2005                                        | Autochtone                               | Illustration manquante                                      | (NE)                | [ 3 ]              | Illustration manquante             |
| Pian à oreilles blanches Didelphis imperfecta Mondolfi & Pérez-Hernández, 1984   | Autochtone                               | Aire de répartition du Pian à oreilles blanches             | [ 9 ]               | [ 3 ]              | Illustration manquante             |
| Opossum commun Didelphis marsupialis Linnaeus, 1758                              | Autochtone                               | Aire de répartition de l'Opossum commun                     | [ 10 ]              | [ 3 ]              | Opossum commun                     |
| Opossum-souris nain d'Émilie Gracilinanus emiliae (Thomas, 1909)                 | Autochtone                               | Aire de répartition de l'Opossum-souris nain d'Émilie       | [ 11 ]              | [ 3 ]              | Illustration manquante             |
| Opossum-souris nain de Kalinowski Hyladelphys kalinowskii (Hershkovitz, 1992)    | Autochtone                               | Aire de répartition de l'Opossum-souris nain de Kalinowski  | [ 12 ]              | [ 3 ]              | Illustration manquante             |
| Opossum-souris laineux Marmosa demerarae Thomas, 1905                            | Autochtone                               | Aire de répartition de l'Opossum-souris laineux             | [ 13 ]              | [ 3 ]              | Illustration manquante             |
| Opossum-souris fauve Marmosa lepida (Thomas, 1888)                               | Autochtone                               | Aire de répartition de l'Opossum-souris fauve               | [ 14 ]              | [ 3 ]              | Illustration manquante             |
| Opossum-souris commun Marmosa murina (Linnaeus, 1758)                            | Autochtone                               | Aire de répartition de l'Opossum-souris commun              | [ 15 ]              | [ 3 ]              | Opossum-souris commun              |
| Opossum-souris délicat des Guyanes Marmosops parvidens (Tate, 1931)              | Autochtone                               | Aire de répartition de l'Opossum-souris délicat des Guyanes | [ 16 ]              | [ 3 ]              | Illustration manquante             |
| Opossum-souris délicat de Pinheiro Marmosops pinheiroi (Pine, 1981)              | Autochtone                               | Aire de répartition de l'Opossum-souris délicat de Pinheiro | [ 17 ]              | [ 3 ]              | Illustration manquante             |
| Opossum à queue de rat Metachirus nudicaudatus (É. Geoffroy Saint-Hilaire, 1803) | Autochtone                               | Aire de répartition de l'Opossum à queue de rat             | [ 18 ]              | [ 3 ]              | Opossum à queue de rat             |
| Opossum-musaraigne à pattes rouges Monodelphis brevicaudata (Erxleben, 1777)     | Présence douteuse, peut-être autochtone, | Aire de répartition de l'Opossum-musaraigne à pattes rouges | [ 19 ]              | [ 3 ]              | Opossum-musaraigne à pattes rouges |
| Pian rouge à queue courte Monodelphis touan (Shaw, 1800)                         | Autochtone                               | Illustration manquante                                      | (NE)                | [ 3 ]              | Pian rouge à queue courte          |
| Opossum aux quatre yeux Philander opossum (Linnaeus, 1758)                       | Autochtone                               | Aire de répartition de l'Opossum aux quatre yeux            | [ 20 ]              | [ 3 ]              | Opossum aux quatre yeux            |

## Ordre:Siréniens

### Famille:Trichéchidés
| Nom vulgaire, nom binominal et citation d'auteurs       | Origine et statut en Guyane | Aire de répartition                          | Statut UICN mondial | Statut UICN Guyane | Image                 |
| ------------------------------------------------------- | --------------------------- | -------------------------------------------- | ------------------- | ------------------ | --------------------- |
| Lamantin des Caraïbes Trichechus manatus Linnaeus, 1758 | Autochtone                  | Aire de répartition du Lamantin des Caraïbes | [ 21 ]              | [ 3 ]              | Lamantin des Caraïbes |

## Ordre:Cingulates

### Famille:Chlamyphoridés
| Nom vulgaire, nom binominal et citation d'auteurs       | Origine et statut en Guyane | Aire de répartition                      | Statut UICN mondial | Statut UICN Guyane | Image             |
| ------------------------------------------------------- | --------------------------- | ---------------------------------------- | ------------------- | ------------------ | ----------------- |
| Tatou à queue nue Cabassous unicinctus (Linnaeus, 1758) | Autochtone                  | Aire de répartition du Tatou à queue nue | [ 22 ]              | [ 3 ]              | Tatou à queue nue |
| Tatou géant Priodontes maximus (Kerr, 1792)             | Autochtone                  | Aire de répartition du Tatou géant       | [ 23 ]              | [ 3 ]              | Tatou géant       |

### Famille:Dasypodidés
| Nom vulgaire, nom binominal et citation d'auteurs            | Origine et statut en Guyane                   | Aire de répartition                        | Statut UICN mondial | Statut UICN Guyane | Image                  |
| ------------------------------------------------------------ | --------------------------------------------- | ------------------------------------------ | ------------------- | ------------------ | ---------------------- |
| Tatou de Kappler Dasypus kappleri Krauss, 1862               | Autochtone                                    | Aire de répartition du Tatou de Kappler    | [ 24 ]              | [ 3 ]              | Tatou de Kappler       |
| Tatou à neuf bandes aff. Dasypus novemcinctus Linnaeus, 1758 | autochtone,                                   | Aire de répartition du Tatou à neuf bandes | [ 25 ]              | [ 3 ]              | Tatou à neuf bandes    |
| Dasypus sp. Linnaeus, 1758                                   | Autochtone                                    | Illustration manquante                     | (NE)                | [ 3 ]              | Illustration manquante |
| Tatou à six bandes Euphractus sexcinctus Linnaeus, 1758      | Présence non prouvée, probablement autochtone | Aire de répartition du Tatou à 6 bandes    | [ 26 ]              | (NE)               | Tatou à six bandes     |

## Ordre:Piloses

### Famille:Bradypodidés
| Nom vulgaire, nom binominal et citation d'auteurs            | Origine et statut en Guyane | Aire de répartition                             | Statut UICN mondial | Statut UICN Guyane | Image                    |
| ------------------------------------------------------------ | --------------------------- | ----------------------------------------------- | ------------------- | ------------------ | ------------------------ |
| Paresseux à trois doigts Bradypus tridactylus Linnaeus, 1758 | Autochtone                  | Aire de répartition du Paresseux à trois doigts | [ 27 ]              | [ 3 ]              | Paresseux à trois doigts |

### Famille:Mégalonychidés
| Nom vulgaire, nom binominal et citation d'auteurs             | Origine et statut en Guyane | Aire de répartition                            | Statut UICN mondial | Statut UICN Guyane | Image                   |
| ------------------------------------------------------------- | --------------------------- | ---------------------------------------------- | ------------------- | ------------------ | ----------------------- |
| Paresseux à deux doigts Choloepus didactylus (Linnaeus, 1758) | Autochtone                  | Aire de répartition du Paresseux à deux doigts | [ 28 ]              | [ 3 ]              | Paresseux à deux doigts |

### Famille:Cyclopédidés
| Nom vulgaire, nom binominal et citation d'auteurs | Origine et statut en Guyane | Aire de répartition             | Statut UICN mondial | Statut UICN Guyane | Image    |
| ------------------------------------------------- | --------------------------- | ------------------------------- | ------------------- | ------------------ | -------- |
| Myrmidon Cyclopes didactylus (Linnaeus, 1758)     | Autochtone                  | Aire de répartition du Myrmidon | [ 29 ]              | [ 3 ]              | Myrmidon |

### Famille:Myrmécophagidés
| Nom vulgaire, nom binominal et citation d'auteurs           | Origine et statut en Guyane | Aire de répartition                         | Statut UICN mondial | Statut UICN Guyane | Image                |
| ----------------------------------------------------------- | --------------------------- | ------------------------------------------- | ------------------- | ------------------ | -------------------- |
| Fourmilier géant Myrmecophaga tridactyla Linnaeus, 1758     | Autochtone                  | Aire de répartition du Fourmilier géant     | [ 30 ]              | [ 3 ]              | Fourmilier géant     |
| Fourmilier à collier Tamandua tetradactyla (Linnaeus, 1758) | Autochtone                  | Aire de répartition du Fourmilier à collier | [ 31 ]              | [ 3 ]              | Fourmilier à collier |

## Ordre:Primates

### Famille:Hominidés
| Nom vulgaire, nom binominal et citation d'auteurs | Origine et statut en Guyane | Aire de répartition                    | Statut UICN mondial | Statut UICN Guyane | Image         |
| ------------------------------------------------- | --------------------------- | -------------------------------------- | ------------------- | ------------------ | ------------- |
| Homme moderne Homo sapiens Linnaeus, 1758         | partiellement autochtone,   | Aire de répartition de l'Homme moderne | [ 33 ]              | (NE)               | Homme moderne |

### Famille:Atélidés
| Nom vulgaire, nom binominal et citation d'auteurs                | Origine et statut en Guyane | Aire de répartition                       | Statut UICN mondial | Statut UICN Guyane | Image              |
| ---------------------------------------------------------------- | --------------------------- | ----------------------------------------- | ------------------- | ------------------ | ------------------ |
| Singe hurleur roux, ou Baboune Alouatta macconnelli Elliot, 1910 | Autochtone                  | Aire de répartition du Singe hurleur roux | [ 34 ]              | [ 3 ]              | Singe hurleur roux |
| Atèle noir, ou Kwata Ateles paniscus (Linnaeus, 1758)            | Autochtone                  | Aire de répartition de l'Atèle noir       | [ 35 ]              | [ 3 ]              | Atèle noir         |

### Famille:Callitrichidés
| Nom vulgaire, nom binominal et citation d'auteurs      | Origine et statut en Guyane | Aire de répartition                           | Statut UICN mondial | Statut UICN Guyane | Image                  |
| ------------------------------------------------------ | --------------------------- | --------------------------------------------- | ------------------- | ------------------ | ---------------------- |
| Tamarin à mains dorées Saguinus midas (Linnaeus, 1758) | Autochtone                  | Aire de répartition du Tamarin à mains dorées | [ 36 ]              | [ 3 ]              | Tamarin à mains dorées |

### Famille:Cébidés
| Nom vulgaire, nom binominal et citation d'auteurs                | Origine et statut en Guyane | Aire de répartition                          | Statut UICN mondial | Statut UICN Guyane | Image                 |
| ---------------------------------------------------------------- | --------------------------- | -------------------------------------------- | ------------------- | ------------------ | --------------------- |
| Capucin olive, ou Macaque blanc Cebus olivaceus Schomburgk, 1848 | Autochtone                  | Aire de répartition du Capucin olive         | (NE)                | [ 3 ]              | Capucin olive         |
| Capucin brun, ou Macaque brun Cebus apella (Linnaeus, 1758)      | Autochtone                  | Aire de répartition du Sapajou apelle        | [ 37 ]              | [ 3 ]              | Sapajou apelle        |
| Singe-écureuil commun, Saïmiri Saimiri sciureus (Linnaeus, 1758) | Autochtone                  | Aire de répartition du Singe-écureuil commun | [ 38 ]              | [ 3 ]              | Singe-écureuil commun |

### Famille:Pithéciidés
| Nom vulgaire, nom binominal et citation d'auteurs      | Origine et statut en Guyane | Aire de répartition                        | Statut UICN mondial | Statut UICN Guyane | Image               |
| ------------------------------------------------------ | --------------------------- | ------------------------------------------ | ------------------- | ------------------ | ------------------- |
| Saki noir Chiropotes chiropotes (Humboldt, 1811)       | Autochtone,                 | Aire de répartition du Saki noir           | [ 39 ]              | [ 3 ]              | Saki noir           |
| Saki à face blanche Pithecia pithecia (Linnaeus, 1766) | Autochtone                  | Aire de répartition du Saki à face blanche | [ 40 ]              | [ 3 ]              | Saki à face blanche |

### Famille:Aotidés
| Nom vulgaire, nom binominal et citation d'auteurs                                          | Origine et statut en Guyane                | Aire de répartition    | Statut UICN mondial | Statut UICN Guyane | Image              |
| ------------------------------------------------------------------------------------------ | ------------------------------------------ | ---------------------- | ------------------- | ------------------ | ------------------ |
| Douroucouli commun Aotus trivirgatus (incl. Aotus infulatus (Kuhl, 1820)) (Humboldt, 1811) | Présence non prouvée, peut-être autochtone | Illustration manquante | [ 26 ]              | (NE)               | Douroucouli commun |

## Ordre:Lagomorphes

### Famille:Léporidés
| Nom vulgaire, nom binominal et citation d'auteurs        | Origine et statut en Guyane                 | Aire de répartition                    | Statut UICN mondial | Statut UICN Guyane | Image                  |
| -------------------------------------------------------- | ------------------------------------------- | -------------------------------------- | ------------------- | ------------------ | ---------------------- |
| Lapin du Brésil Sylvilagus brasiliensis (Linnaeus, 1758) | Présence non prouvée, peut-être autochtone, | Aire de répartition du Lapin du Brésil | [ 26 ]              | (NE)               | Lapin du Brésil        |
| Sylvilagus parentum (Ruedas, 2017)                       | Présence non prouvée, peut-être autochtone  | Illustration manquante                 | (NE)                | (NE)               | Illustration manquante |

## Ordre:Rodentiens

### Famille:Caviidés
| Nom vulgaire, nom binominal et citation d'auteurs | Origine et statut en Guyane                | Aire de répartition           | Statut UICN mondial | Statut UICN Guyane | Image            |
| ------------------------------------------------- | ------------------------------------------ | ----------------------------- | ------------------- | ------------------ | ---------------- |
| Cabiaï Hydrochoerus hydrochaeris (Linnaeus, 1766) | Autochtone                                 | Aire de répartition du Cabiaï | [ 41 ]              | [ 3 ]              | Cabiaï           |
| Cobaye du Brésil Cavia aperea (Erxleben, 1777)    | Présence non prouvée, peut-être autochtone | Illustration manquante        | [ 42 ]              | (NE)               | Cobaye du Brésil |

### Famille:Cuniculidés
| Nom vulgaire, nom binominal et citation d'auteurs | Origine et statut en Guyane | Aire de répartition         | Statut UICN mondial | Statut UICN Guyane | Image |
| ------------------------------------------------- | --------------------------- | --------------------------- | ------------------- | ------------------ | ----- |
| Paca Cuniculus paca (Linnaeus, 1766)              | Autochtone                  | Aire de répartition du Paca | [ 43 ]              | [ 3 ]              | Paca  |

### Famille:Dasyproctidés
| Nom vulgaire, nom binominal et citation d'auteurs | Origine et statut en Guyane | Aire de répartition                  | Statut UICN mondial | Statut UICN Guyane | Image          |
| ------------------------------------------------- | --------------------------- | ------------------------------------ | ------------------- | ------------------ | -------------- |
| Agouti doré Dasyprocta leporina (Linnaeus, 1758)  | Autochtone                  | Aire de répartition de l'Agouti doré | [ 44 ]              | [ 3 ]              | Agouti doré    |
| Acouchi commun Myoprocta acouchy (Erxleben, 1777) | Autochtone                  | Illustration manquante               | [ 45 ]              | [ 3 ]              | Acouchi commun |

### Famille:Éréthizontidés
| Nom vulgaire, nom binominal et citation d'auteurs             | Origine et statut en Guyane | Aire de répartition                             | Statut UICN mondial | Statut UICN Guyane | Image                    |
| ------------------------------------------------------------- | --------------------------- | ----------------------------------------------- | ------------------- | ------------------ | ------------------------ |
| Coendou nain poilu Coendou melanurus (Wagner, 1842)           | Autochtone                  | Illustration manquante                          | [ 46 ]              | [ 3 ]              | Illustration manquante   |
| Coendou à queue prenante Coendou prehensilis (Linnaeus, 1758) | Autochtone                  | Aire de répartition du Coendou à queue prenante | [ 47 ]              | [ 3 ]              | Coendou à queue prenante |

### Famille:Échimyidés
| Nom vulgaire, nom binominal et citation d'auteurs                                                | Origine et statut en Guyane | Aire de répartition    | Statut UICN mondial | Statut UICN Guyane | Image                        |
| ------------------------------------------------------------------------------------------------ | --------------------------- | ---------------------- | ------------------- | ------------------ | ---------------------------- |
| Rat arboricole à front blanc Echimys chrysurus (Zimmermann, 1780)                                | Autochtone                  | Illustration manquante | [ 48 ]              | [ 3 ]              | Rat arboricole à front blanc |
| Rat à queue en brosse des Guyanes Isothrix sinnamariensis Vié, Volobouev, Patton & Granjon, 1996 | Autochtone                  | Illustration manquante | [ 49 ]              | [ 3 ]              | Illustration manquante       |
| Rat arboricole au nez rouge Makalata didelphoides (Desmarest, 1817)                              | Autochtone                  | Illustration manquante | [ 50 ]              | [ 3 ]              | Illustration manquante       |
| Makalata sp. Husson, 1978                                                                        | Autochtone                  | Illustration manquante | (NE)                | [ 3 ]              | Illustration manquante       |
| Rat arboricole épineux Mesomys hispidus (Desmarest, 1817)                                        | Autochtone                  | Illustration manquante | [ 51 ]              | [ 3 ]              | Rat arboricole épineux       |
| Rat épineux terrestre de Cuvier Proechimys cuvieri Petter, 1978                                  | Autochtone                  | Illustration manquante | [ 52 ]              | [ 3 ]              | Illustration manquante       |
| Rat épineux terrestre des Guyanes Proechimys guyannensis (É. Geoffroy Saint-Hilaire, 1803)       | Autochtone                  | Illustration manquante | [ 53 ]              | [ 3 ]              | Illustration manquante       |

### Famille:Cricétidés
| Nom vulgaire, nom binominal et citation d'auteurs                                 | Origine et statut en Guyane                      | Aire de répartition                                      | Statut UICN mondial | Statut UICN Guyane | Image                   |
| --------------------------------------------------------------------------------- | ------------------------------------------------ | -------------------------------------------------------- | ------------------- | ------------------ | ----------------------- |
| Souris terrestre de McConnell Euryoryzomys macconnelli (Thomas, 1910)             | Autochtone                                       | Aire de répartition de la Souris terrestre de McConnell  | [ 54 ]              | [ 3 ]              |                         |
| Rat des marais Holochilus sciureus Wagner, 1842                                   | Autochtone                                       |                                                          | [ 55 ]              | [ 3 ]              |                         |
| Souris terrestre à grosse tête Hylaeamys megacephalus (Fischer, 1814)             | Autochtone                                       | Aire de répartition de la Souris terrestre à grosse tête | [ 56 ]              | [ 3 ]              | Illustration manquante  |
| Souris terrestre des pinotières Hylaeamys yunganus (Thomas, 1902)                 | Autochtone                                       | Illustration manquante                                   | [ 57 ]              | [ 3 ]              | Illustration manquante  |
| Souris épineuse de Dubost Neacomys dubosti Voss, Lunde & Simmons, 2001            | Autochtone                                       | Illustration manquante                                   | [ 58 ]              | [ 3 ]              | Illustration manquante  |
| Souris épineuse de Paracou Neacomys paracou Voss, Lunde & Simmons, 2001           | Autochtone                                       | Illustration manquante                                   | [ 59 ]              | [ 3 ]              | Illustration manquante  |
| Rat aquatique noirâtre Nectomys rattus (Pelzeln, 1883)                            | Autochtone                                       | Illustration manquante                                   | [ 60 ]              | [ 3 ]              | Illustration manquante  |
| Souris aquatique de l'Oyapock Neusticomys oyapocki (Dubost & F. Petter, 1978)     | Autochtone                                       | Illustration manquante                                   | [ 61 ]              | [ 3 ]              | Illustration manquante  |
| Souris arboricole des Guyanes Oecomys auyantepui Tate, 1939                       | Autochtone                                       | Illustration manquante                                   | [ 62 ]              | [ 3 ]              | Illustration manquante  |
| Souris arboricole bicolore Oecomys bicolor (Tomes, 1860)                          | Autochtone                                       | Aire de répartition de la Souris arboricole bicolore     | [ 63 ]              | [ 3 ]              | Illustration manquante  |
| Grande Souris arboricole Oecomys rex Thomas, 1910                                 | Autochtone                                       | Illustration manquante                                   | [ 64 ]              | [ 3 ]              | Illustration manquante  |
| Oecomys roberti (Thomas, 1904)                                                    | Présence non prouvée, peut-être autochtone,      | Illustration manquante                                   | [ 65 ]              | [ 3 ]              | Illustration manquante  |
| Souris arboricole roussâtre Oecomys rutilus Anthony, 1921                         | Autochtone                                       | Illustration manquante                                   | [ 66 ]              | [ 3 ]              | Illustration manquante  |
| Oecomys sp. Thomas, 1906                                                          | Autochtone                                       | Illustration manquante                                   | (NE)                | [ 3 ]              | Illustration manquante  |
| Oecomys trinitatis (J. A. Allen & Chapman, 1893)                                  | Présence non prouvée, peut-être autochtone,      | Illustration manquante                                   | [ 67 ]              | [ 3 ]              | Oecomys trinitatis      |
| Souris pygmée à longue queue Oligoryzomys delicatus (J. A. Allen & Chapman, 1897) | Autochtone                                       | Illustration manquante                                   | (NE)                | [ 3 ]              | Illustration manquante  |
| Oligoryzomys fulvescens (Saussure, 1860)                                          | Peut-être autochtone,                            | Illustration manquante                                   | [ 68 ]              | [ 3 ]              | Oligoryzomys fulvescens |
| Oligoryzomys messorius (Thomas, 1901)                                             | Autochtone                                       | Illustration manquante                                   | (NE)                | [ 3 ]              | Illustration manquante  |
| Grande Souris grimpeuse Rhipidomys leucodactylus (Tschudi, 1845)                  | Autochtone                                       | Illustration manquante                                   | [ 69 ]              | [ 3 ]              | Grande Souris grimpeuse |
| Rhipidomys mastacalis (Lund, 1840)                                                | Présence non prouvée, potentiellement Autochtone | Illustration manquante                                   | [ 70 ]              | (NE)               |                         |
| Petite Souris grimpeuse Rhipidomys nitela Thomas, 1901                            | Autochtone                                       | Illustration manquante                                   | [ 71 ]              | [ 3 ]              | Illustration manquante  |
| Rat des savanes d'Alston Sigmodon alstoni (Thomas, 1881)                          | Autochtone                                       | Illustration manquante                                   | [ 72 ]              | [ 3 ]              | Illustration manquante  |
| Rat des cannes Zygodontomys brevicauda (J. A. Allen & Chapman, 1893)              | Autochtone                                       | Illustration manquante                                   | [ 73 ]              | [ 3 ]              | Illustration manquante  |

### Famille:Muridés
| Nom vulgaire, nom binominal et citation d'auteurs | Origine et statut en Guyane | Aire de répartition                    | Statut UICN mondial | Statut UICN Guyane | Image        |
| ------------------------------------------------- | --------------------------- | -------------------------------------- | ------------------- | ------------------ | ------------ |
| Souris grise Mus musculus Linnaeus, 1758          | Allochtone (Introduit),     | Aire de répartition de la Souris grise | [ 74 ]              | [ 3 ]              | Souris grise |
| Rat surmulot Rattus norvegicus (Berkenhout, 1769) | Allochtone (Introduit)      | Aire de répartition du Rat surmulot    | [ 75 ]              | [ 3 ]              | Rat surmulot |
| Rat noir Rattus rattus (Linnaeus, 1758)           | Allochtone (Introduit)      | Aire de répartition du Rat noir        | [ 76 ]              | [ 3 ]              | Rat noir     |

### Famille:Sciuridés
| Nom vulgaire, nom binominal et citation d'auteurs                                                         | Origine et statut en Guyane | Aire de répartition                      | Statut UICN mondial | Statut UICN Guyane | Image                |
| --- | --------------------------- | ---------------------------------------- | ------------------- | ------------------ | -------------------- |
| Écureuil des Guyanes, ou Grand Guerlinguet Guerlinguetus aestuans (Linnaeus, 1766)                        | Autochtone                  | Illustration manquante                   | [ 77 ]              | [ 3 ]              | Écureuil des Guyanes |
| Écureuil pygmée, Écureuil nain ou Petit Guerlinguet Sciurillus pusillus (É. Geoffroy Saint-Hilaire, 1803) | Autochtone                  | Aire de répartition de l'Écureuil pygmée | [ 78 ]              | [ 3 ]              | Écureuil pygmée      |

## Ordre:Chiroptères

### Famille:Emballonuridés
| Nom vulgaire, nom binominal et citation d'auteurs                         | Origine et statut en Guyane                 | Aire de répartition                                   | Statut UICN mondial | Statut UICN Guyane | Image                       |
| ------------------------------------------------------------------------- | ------------------------------------------- | ----------------------------------------------------- | ------------------- | ------------------ | --------------------------- |
| Centronyctère de Maximilian Centronycteris maximiliani (J. Fischer, 1829) | Autochtone                                  | Aire de répartition de la Centronyctère de Maximilian | [ 79 ]              | [ 3 ]              | Centronyctère de Maximilian |
| Cormure des souches Cormura brevirostris (Wagner, 1843)                   | Autochtone                                  | Aire de répartition de la Cormure des souches         | [ 80 ]              | [ 3 ]              | Cormure des souches         |
| Cytarope furieux Cyttarops alecto Thomas, 1913                            | Autochtone                                  | Aire de répartition du Cytarope furieux               | [ 81 ]              | [ 3 ]              | Illustration manquante      |
| Diclidurus albus Wied-Neuwied, 1820                                       | Présence possible, probablement autochtone, | Aire de répartition de Diclidurus albus               | [ 82 ]              | (NE)               | Diclidurus albus            |
| Grande Dame blanche Diclidurus ingens Hernández-Camacho, 1955             | Autochtone                                  | Aire de répartition de la Grande Dame blanche         | [ 83 ]              | [ 3 ]              | Illustration manquante      |
| Dame blanche des cyclanthes Diclidurus scutatus Peters, 1869              | Autochtone                                  | Aire de répartition de la Dame blanche des cyclanthes | [ 84 ]              | [ 3 ]              | Dame blanche des cyclanthes |
| Grand Péroptère Peropteryx kappleri Peters, 1867                          | Autochtone                                  | Aire de répartition du Grand Péroptère                | [ 85 ]              | [ 3 ]              | Grand Péroptère             |
| Péroptère à ailes blanches Peropteryx leucoptera Peters, 1867             | Autochtone                                  | Aire de répartition du Péroptère à ailes blanches     | [ 86 ]              | [ 3 ]              | Illustration manquante      |
| Péroptère des cavernes Peropteryx macrotis (Wagner, 1843)                 | Autochtone                                  | Aire de répartition du Péroptère des cavernes         | [ 87 ]              | [ 3 ]              | Péroptère des cavernes      |
| Petit Péroptère Peropteryx trinitatis Miller, 1899                        | Autochtone                                  | Aire de répartition du Petit Péroptère                | [ 88 ]              | [ 3 ]              | Petit Péroptère             |
| Nasin des rivières Rhynchonycteris naso (Wied-Neuwied, 1820)              | Autochtone                                  | Aire de répartition du Nasin des rivières             | [ 89 ]              | [ 3 ]              | Nasin des rivières          |
| Saccoptère à deux bandes Saccopteryx bilineata (Temminck, 1838)           | Autochtone                                  | Aire de répartition du Saccoptère à deux bandes       | [ 90 ]              | [ 3 ]              | Saccoptère à deux bandes    |
| Saccoptère givré Saccopteryx canescens Thomas, 1901                       | Autochtone                                  | Aire de répartition du Saccoptère givré               | [ 91 ]              | [ 3 ]              | Saccoptère givré            |
| Saccoptère à queue nue Saccopteryx gymnura Thomas, 1901                   | Autochtone                                  | Aire de répartition du Saccoptère à queue nue         | [ 92 ]              | [ 3 ]              | Illustration manquante      |
| Saccoptère commun Saccopteryx leptura (Schreber, 1774)                    | Autochtone                                  | Aire de répartition du Saccoptère commun              | [ 93 ]              | [ 3 ]              | Saccoptère commun           |

### Famille:Molossidés
| Nom vulgaire, nom binominal et citation d'auteurs                    | Origine et statut en Guyane                    | Aire de répartition                          | Statut UICN mondial | Statut UICN Guyane | Image                   |
| -------------------------------------------------------------------- | ---------------------------------------------- | -------------------------------------------- | ------------------- | ------------------ | ----------------------- |
| Grand Cynomope Cynomops abrasus (Temminck, 1827)                     | Autochtone                                     | Illustration manquante                       | [ 94 ]              | [ 3 ]              | Grand Cynomope          |
| Cynomope de Greenhall Cynomops greenhalli Goodwin, 1958              | Autochtone                                     | Illustration manquante                       | [ 95 ]              | [ 3 ]              | Illustration manquante  |
| Cynomops milleri (Osgood, 1914)                                      | Peut-être autochtone,                          | Illustration manquante                       | [ 96 ]              | (NE)               | Illustration manquante  |
| Cynomope du Parana Cynomops paranus (Thomas, 1901)                   | Autochtone                                     | Illustration manquante                       | [ 97 ]              | [ 3 ]              | Cynomope du Parana      |
| Cynomope à ventre blanc Cynomops planirostris (Peters, 1866)         | Autochtone                                     | Illustration manquante                       | [ 98 ]              | [ 3 ]              | Illustration manquante  |
| Eumope des palmiers Eumops auripendulus (Shaw, 1800)                 | Autochtone                                     | Aire de répartition de l'Eumope des palmiers | [ 99 ]              | [ 3 ]              | Eumope des palmiers     |
| Eumops bonariensis Shaw, 1800 ou Peters 1874 ?                       | Présence possible, probablement autochtone     | Aire de répartition de Eumops bonariensis    | [ 100 ]             | (NE)               | Eumops bonariensis      |
| Eumope de Hansa Eumops hansae Sanborn, 1932                          | Autochtone                                     | Aire de répartition de l'Eumope de Hansa     | [ 101 ]             | [ 3 ]              | Illustration manquante  |
| Eumope de Thomas Eumops maurus (Thomas, 1901)                        | Autochtone                                     | Aire de répartition de l'Eumope de Thomas    | [ 102 ]             | [ 3 ]              | Illustration manquante  |
| Eumops trumbulli (Thomas, 1901)                                      | Présence possible, peut-être autochtone,       | Aire de répartition de Eumops trumbulli      | [ 103 ]             | (NE)               | Eumops trumbulli        |
| Molossope négligé Molossops neglectus Williams & Genoways, 1980      | Autochtone                                     | Illustration manquante                       | [ 104 ]             | [ 3 ]              | Illustration manquante  |
| Molosse de Coiba Molossus coibensis J. A. Allen, 1904                | Autochtone,                                    | Aire de répartition du Molosse de Coiba      | [ 105 ]             | [ 3 ]              | Illustration manquante  |
| Molosse commun Molossus molossus (Pallas, 1766)                      | Autochtone                                     | Aire de répartition du Molosse commun        | [ 106 ]             | [ 3 ]              | Molosse commun          |
| Grand Molosse Molossus rufus E. Geoffroy, 1805                       | Autochtone                                     | Aire de répartition du Grand Molosse         | [ 107 ]             | [ 3 ]              | Illustration manquante  |
| Molosse du Sinaloa Molossus sinaloae J. A. Allen, 1906               | Autochtone                                     | Aire de répartition du Molosse du Sinaloa    | [ 108 ]             | [ 3 ]              | Illustration manquante  |
| Neoplatymops mattogrossensis (Vieira, 1942)                          | Peut-être autochtone                           | Illustration manquante                       | [ 110 ]             | (NE)               | Illustration manquante  |
| Nyctinomope des rochers Nyctinomops laticaudatus (E. Geoffroy, 1805) | Autochtone                                     | Illustration manquante                       | [ 111 ]             | [ 3 ]              | Nyctinomope des rochers |
| Nyctinomops macrotis (Gray, 1840)                                    | Présence possible, probablement autochtone,    | Aire de répartition de Nyctinomops macrotis  | [ 112 ]             | (NE)               | Nyctinomops macrotis    |
| Grand Promope Promops centralis Thomas, 1915                         | Autochtone                                     | Illustration manquante                       | [ 113 ]             | [ 3 ]              | Illustration manquante  |
| Petit Promope Promops nasutus (Spix, 1823)                           | Autochtone                                     | Illustration manquante                       | [ 114 ]             | [ 3 ]              | Petit Promope           |
| Tadaride du Brésil Tadarida brasiliensis (I. Geoffroy, 1824)         | Présence douteuse, potentiellement autochtone, | Aire de répartition du Tadaride du Brésil    | [ 115 ]             | (NE)               | Tadaride du Brésil      |

### Famille:Furiptéridés
| Nom vulgaire, nom binominal et citation d'auteurs      | Origine et statut en Guyane | Aire de répartition                      | Statut UICN mondial | Statut UICN Guyane | Image             |
| ------------------------------------------------------ | --------------------------- | ---------------------------------------- | ------------------- | ------------------ | ----------------- |
| Furiptère hérissé Furipterus horrens (F. Cuvier, 1828) | Autochtone                  | Aire de répartition du Furiptère hérissé | [ 116 ]             | [ 3 ]              | Furiptère hérissé |

### Famille:Natalidés
| Nom vulgaire, nom binominal et citation d'auteurs        | Origine et statut en Guyane | Aire de répartition    | Statut UICN mondial | Statut UICN Guyane | Image                 |
| -------------------------------------------------------- | --------------------------- | ---------------------- | ------------------- | ------------------ | --------------------- |
| Natalide à nez renflé Natalus tumidirostris Miller, 1900 | Autochtone                  | Illustration manquante | [ 117 ]             | [ 3 ]              | Natalide à nez renflé |

### Famille:Thyroptéridés
| Nom vulgaire, nom binominal et citation d'auteurs                       | Origine et statut en Guyane | Aire de répartition    | Statut UICN mondial | Statut UICN Guyane | Image                  |
| ----------------------------------------------------------------------- | --------------------------- | ---------------------- | ------------------- | ------------------ | ---------------------- |
| Thyroptère de Peters Thyroptera discifera (Lichtenstein & Peters, 1855) | Autochtone                  | Illustration manquante | [ 118 ]             | [ 3 ]              | Illustration manquante |
| Thyroptère tricolore Thyroptera tricolor Spix, 1823                     | Autochtone                  | Illustration manquante | [ 119 ]             | [ 3 ]              | Thyroptère tricolore   |

### Famille:Mormoopidés
| Nom vulgaire, nom binominal et citation d'auteurs               | Origine et statut en Guyane | Aire de répartition    | Statut UICN mondial | Statut UICN Guyane | Image                  |
| --------------------------------------------------------------- | --------------------------- | ---------------------- | ------------------- | ------------------ | ---------------------- |
| Ptéronote de Davy Pteronotus davyi Gray, 1838                   | Peut-être autochtone,       | Illustration manquante | [ 120 ]             | [ 3 ]              | Illustration manquante |
| Grand Ptéronote à dos nu Pteronotus gymnonotus (Natterer, 1843) | Autochtone                  | Illustration manquante | [ 121 ]             | [ 3 ]              | Illustration manquante |
| Ptéronote masqué Pteronotus personatus (Wagner, 1843)           | Autochtone                  | Illustration manquante | [ 122 ]             | [ 3 ]              | Illustration manquante |
| Ptéronote rubigineux Pteronotus rubiginosus (Wagner, 1843)      | Autochtone                  | Illustration manquante | [ 123 ]             | [ 3 ]              | Ptéronote rubigineux   |
| Pteronotus sp. Gray, 1838                                       | Autochtone                  | Illustration manquante | (NE)                | [ 3 ]              | Illustration manquante |

### Famille:Noctilionidés
| Nom vulgaire, nom binominal et citation d'auteurs     | Origine et statut en Guyane | Aire de répartition                      | Statut UICN mondial | Statut UICN Guyane | Image             |
| ----------------------------------------------------- | --------------------------- | ---------------------------------------- | ------------------- | ------------------ | ----------------- |
| Petit Noctilion Noctilio albiventris Desmarest, 1818  | Autochtone                  | Illustration manquante                   | [ 124 ]             | [ 3 ]              | Petit Noctilion   |
| Noctilion pêcheur Noctilio leporinus (Linnaeus, 1758) | Autochtone                  | Aire de répartition du Noctilion pêcheur | [ 125 ]             | [ 3 ]              | Noctilion pêcheur |

### Famille:Phyllostomidés
| Nom vulgaire, nom binominal et citation d'auteurs                                     | Origine et statut en Guyane                      | Aire de répartition                                     | Statut UICN mondial | Statut UICN Guyane | Image                            |
| ------------------------------------------------------------------------------------- | ------------------------------------------------ | ------------------------------------------------------- | ------------------- | ------------------ | -------------------------------- |
| Carollia à queue courte Carollia brevicauda (Schinz, 1821)                            | Autochtone                                       | Aire de répartition de la Carollia à queue courte       | [ 126 ]             | [ 3 ]              | Carollia à queue courte          |
| Carollia commune Carollia perspicillata (Linnaeus, 1758)                              | Autochtone                                       | Aire de répartition de la Carollia commune              | [ 127 ]             | [ 3 ]              | Carollia commune                 |
| Vampieptesire à pattes velues Diphylla ecaudata Spix, 1823                            | Présence possible, probablement autochtone       | Aire de répartition de Diphylla ecaudata                | [ 128 ]             | (NE)               | Diphylla ecaudata                |
| Rhinophylle naine Rhinophylla pumilio Peters, 1865                                    | Autochtone                                       | Aire de répartition de la Rhinophylle naine             | [ 129 ]             | [ 3 ]              | Rhinophylle naine                |
| Vampire commun Desmodus rotundus (E. Geoffroy, 1810)                                  | Autochtone                                       | Aire de répartition du Vampire commun                   | [ 130 ]             | [ 3 ]              | Vampire commun                   |
| Vampire des oiseaux Diaemus youngi (Jentink, 1893)                                    | Autochtone                                       | Illustration manquante                                  | [ 131 ]             | [ 3 ]              | Vampire des oiseaux              |
| Anoura des tunnels Anoura caudifer (E. Geoffroy, 1818)                                | Autochtone                                       | Aire de répartition de l'Anoura des tunnels             | [ 132 ]             | [ 3 ]              | Anoura des tunnels               |
| Anoura de Geoffroy Anoura geoffroyi Gray, 1838                                        | Autochtone                                       | Aire de répartition de l'Anoura de Geoffroy             | [ 133 ]             | [ 3 ]              | Anoura de Geoffroy               |
| Choeroniscus godmani (Thomas, 1903)                                                   | Présence possible, probablement autochtone,      | Aire de répartition de Choeroniscus godmani             | [ 134 ]             | (NE)               | Illustration manquante           |
| Petit Oxyrhine Choeroniscus minor (Peters, 1868)                                      | Autochtone                                       | Aire de répartition du Petit Oxyrhine                   | [ 135 ]             | [ 3 ]              | Illustration manquante           |
| Glossophaga longirostris (Miller, 1898)                                               | Présence possible, peut-être Autochtone,         | Illustration manquante                                  | [ 137 ]             | (NE)               | Illustration manquante           |
| Glossophage murin Glossophaga soricina (Pallas, 1766)                                 | Autochtone                                       | Illustration manquante                                  | [ 136 ]             | [ 3 ]              | Glossophage murin                |
| Lichonyctère sombre Lichonycteris obscura Thomas, 1895                                | Autochtone                                       | Illustration manquante                                  | [ 138 ]             | [ 3 ]              | Lichonyctère sombre              |
| Lonchophylle de Thomas Hsunycteris thomasi (J. A. Allen, 1904)                        | Autochtone                                       | Aire de répartition du Lonchophylle de Thomas           | [ 139 ]             | [ 3 ]              | Lonchophylle de Thomas           |
| Lionyctère des cavernes Lionycteris spurrelli Thomas, 1913                            | Autochtone                                       | Illustration manquante                                  | [ 140 ]             | [ 3 ]              | Illustration manquante           |
| Chrotoptère oreillard Chrotopterus auritus (Peters, 1856)                             | Autochtone                                       | Aire de répartition du Chrotoptère oreillard            | [ 141 ]             | [ 3 ]              | Chrotoptère oreillard            |
| Glyphonyctère de Davies Glyphonycteris daviesi (Hill, 1964)                           | Autochtone                                       | Aire de répartition du Glyphonyctère de Davies          | [ 142 ]             | [ 3 ]              | Illustration manquante           |
| Glyphonyctère sylvestre Glyphonycteris sylvestris Thomas, 1896                        | Autochtone                                       | Aire de répartition du Glyphonyctère sylvestre          | [ 143 ]             | [ 3 ]              | Illustration manquante           |
| Lampronyctère à oreilles courtes Lampronycteris brachyotis (Dobson, 1879)             | Autochtone                                       | Aire de répartition du Lampronyctère à oreilles courtes | [ 144 ]             | [ 3 ]              | Lampronyctère à oreilles courtes |
| Lonchorhina aurita Tomes, 1863                                                        | Présence possible, probablement autochtone,      | Aire de répartition de Lonchorhina aurita               | [ 145 ]             | (NE)               | Lonchorhina aurita               |
| Lonchorhine de Guyane Lonchorhina inusitata Handley & Ochoa, 1997                     | Autochtone                                       | Aire de répartition de la Lonchorhine de Guyane         | [ 146 ]             | [ 3 ]              | Illustration manquante           |
| Lophostome des marais Lophostoma brasiliense Peters, 1867                             | Autochtone                                       | Aire de répartition du Lophostome des marais            | [ 147 ]             | [ 3 ]              | Lophostome des marais            |
| Lophostome à ventre blanc Lophostoma carrikeri (J. A. Allen, 1910)                    | Autochtone                                       | Aire de répartition du Lophostome à ventre blanc        | [ 148 ]             | [ 3 ]              | Illustration manquante           |
| Lophostome de Schulz Lophostoma schulzi (Genoways & Williams, 1980)                   | Autochtone                                       | Aire de répartition du Lophostome de Schulz             | [ 149 ]             | [ 3 ]              | Lophostome de Schulz             |
| Grand Lophostome Lophostoma silvicolum d'Orbigny, 1836                                | Autochtone                                       | Aire de répartition du Grand Lophostome                 | [ 150 ]             | [ 3 ]              | Grand Lophostome                 |
| Macrophylle pêcheur Macrophyllum macrophyllum (Schinz, 1821)                          | Autochtone                                       | Illustration manquante                                  | [ 151 ]             | [ 3 ]              | Macrophylle pêcheur              |
| Micronyctère de Brosset Micronycteris brosseti Simmons & Voss, 1998                   | Autochtone                                       | Aire de répartition du Micronyctère de Brosset          | [ 152 ]             | [ 3 ]              | Illustration manquante           |
| Grand Micronyctère Micronycteris hirsuta (Peters, 1869)                               | Autochtone                                       | Aire de répartition du Grand Micronyctère               | [ 153 ]             | [ 3 ]              | Illustration manquante           |
| Micronyctère oreillard Micronycteris megalotis (Gray, 1842)                           | Autochtone                                       | Aire de répartition du Micronyctère oreillard           | [ 154 ]             | [ 3 ]              | Micronyctère oreillard           |
| Micronyctère modeste Micronycteris microtis Miller, 1898                              | Autochtone                                       | Aire de répartition du Micronyctère modeste             | [ 155 ]             | [ 3 ]              | Micronyctère modeste             |
| Micronyctère minute Micronycteris minuta (Gervais, 1856)                              | Autochtone                                       | Aire de répartition du Micronyctère minute              | [ 156 ]             | [ 3 ]              | Illustration manquante           |
| Micronyctère de Schmidt Micronycteris schmidtorum Sanborn, 1935                       | Autochtone                                       | Aire de répartition du Micronyctère de Schmidt          | [ 157 ]             | [ 3 ]              | Illustration manquante           |
| Mimon doré Mimon bennettii (Gray, 1838)                                               | Autochtone                                       | Aire de répartition du Mimon doré                       | [ 158 ]             | [ 3 ]              | Mimon doré                       |
| Mimon crénelé Mimon crenulatum (E. Geoffroy, 1803)                                    | Autochtone                                       | Aire de répartition du Mimon crénelé                    | [ 159 ]             | [ 3 ]              | Mimon crénelé                    |
| Phylloderme microphtalme Phylloderma stenops Peters, 1865                             | Autochtone                                       | Illustration manquante                                  | [ 160 ]             | [ 3 ]              | Illustration manquante           |
| Phyllostome des fleurs Phyllostomus discolor Wagner, 1843                             | Autochtone                                       | Aire de répartition du Phyllostome des fleurs           | [ 161 ]             | [ 3 ]              | Phyllostome des fleurs           |
| Phyllostome des sous-bois Phyllostomus elongatus (E. Geoffroy, 1810)                  | Autochtone                                       | Aire de répartition du Phyllostome des sous-bois        | [ 162 ]             | [ 3 ]              | Phyllostome des sous-bois        |
| Grand Phyllostome Phyllostomus hastatus (Pallas, 1767)                                | Autochtone                                       | Aire de répartition du Grand Phyllostome                | [ 163 ]             | [ 3 ]              | Grand Phyllostome                |
| Phyllostome des cavernes Phyllostomus latifolius (Thomas, 1901)                       | Autochtone                                       | Aire de répartition du Phyllostome des cavernes         | [ 164 ]             | [ 3 ]              | Illustration manquante           |
| Tonatia des lézards Tonatia saurophila Koopman & Williams, 1951                       | Autochtone                                       | Illustration manquante                                  | [ 165 ]             | [ 3 ]              | Tonatia des lézards              |
| Trachope verruqueux Trachops cirrhosus (Spix, 1823)                                   | Autochtone                                       | Aire de répartition du Trachope verruqueux              | [ 166 ]             | [ 3 ]              | Trachope verruqueux              |
| Trinyctère de Nicefor Trinycteris nicefori (Sanborn, 1949)                            | Autochtone                                       | Illustration manquante                                  | [ 167 ]             | [ 3 ]              | Illustration manquante           |
| Faux-Vampire spectre Vampyrum spectrum (Linnaeus, 1758)                               | Autochtone                                       | Aire de répartition du Faux-Vampire spectre             | [ 168 ]             | [ 3 ]              | Faux-Vampire spectre             |
| Centurion amétride Ametrida centurio Gray, 1847                                       | Autochtone                                       | Aire de répartition du Centurion amétride               | [ 169 ]             | [ 3 ]              | Centurion amétride               |
| Artibeus amplus Handley, 1987                                                         | Présence possible, probablement autochtone       | Aire de répartition de Artibeus amplus                  | [ 170 ]             | (NE)               | Artibeus amplus                  |
| Artibée unicolore Artibeus concolor Peters, 1865                                      | Autochtone                                       | Aire de répartition de l'Artibée unicolore              | [ 171 ]             | [ 3 ]              | Artibée unicolore                |
| Artibée rayée Artibeus lituratus (Olfers, 1818)                                       | Autochtone                                       | Illustration manquante                                  | [ 172 ]             | [ 3 ]              | Artibée rayée                    |
| Artibée noirâtre Artibeus obscurus (Schinz, 1821)                                     | Autochtone                                       | Aire de répartition de l'Artibée noirâtre               | [ 173 ]             | [ 3 ]              | Artibée noirâtre                 |
| Artibée commune Artibeus planirostris (Spix, 1823)                                    | Autochtone                                       | Illustration manquante                                  | [ 174 ]             | [ 3 ]              | Artibée commune                  |
| Chiroderme orné Chiroderma trinitatum Goodwin, 1958                                   | Autochtone                                       | Illustration manquante                                  | [ 175 ]             | [ 3 ]              | Chiroderme orné                  |
| Chiroderme velu Chiroderma villosum Peters, 1860                                      | Autochtone                                       | Illustration manquante                                  | [ 176 ]             | [ 3 ]              | Chiroderme velu                  |
| Dermanura bogotensis Andersen, 1906                                                   | Présence possible, probablement autochtone       | Aire de répartition de Dermanura bogotensis             | [ 177 ]             | (NE)               | Dermanura bogotensis             |
| Dermanure cendrée Dermanura cinerea Gervais, 1856                                     | Autochtone                                       | Illustration manquante                                  | [ 178 ]             | [ 3 ]              | Dermanure cendrée                |
| Dermanura glauca (Thomas, 1893)                                                       | Peut-être autochtone,                            | Illustration manquante                                  | [ 179 ]             | [ 3 ]              | Dermanura glauca                 |
| Dermanure naine Dermanura gnoma (Handley, 1987)                                       | Autochtone                                       | Illustration manquante                                  | [ 180 ]             | [ 3 ]              | Dermanure naine                  |
| Souris terrestre de McConnell Mesophylla macconnelli Thomas, 1901                     | Autochtone                                       | Aire de répartition de la Souris terrestre de McConnell | [ 181 ]             | [ 3 ]              | Souris terrestre de McConnell    |
| Platyrrhinus aurarius Handley & Ferris, 1972                                          | Présence possible, probablement autochtone       | Aire de répartition de Platyrrhinus aurarius            | [ 182 ]             | (NE)               | Platyrrhinus aurarius            |
| Sténoderme à tête large Platyrrhinus brachycephalus (Rouk & Carter, 1972)             | Autochtone                                       | Illustration manquante                                  | [ 183 ]             | [ 3 ]              | Sténoderme à tête large          |
| Sténoderme à ventre brun Platyrrhinus fusciventris Velazco, Gardner & Patterson, 2010 | Autochtone                                       | Aire de répartition du Sténoderme à ventre brun         | (NE)                | [ 3 ]              | Illustration manquante           |
| Platyrrhinus guianensis Velazco & Lim, 2014                                           | Présence possible, peut-être autochtone          | Aire de répartition de Platyrrhinus guianensis          | (NE)                | (NE)               | Platyrrhinus guianensis          |
| Sténoderme inca Platyrrhinus incarum (Thomas, 1912)                                   | Autochtone                                       | Aire de répartition du Sténoderme inca                  | (NE)                | [ 3 ]              | Illustration manquante           |
| Platyrrhinus lineatus É. Geoffroy, 1810                                               | Présence non prouvée, potentiellement autochtone | Aire de répartition de Platyrrhinus lineatus            | [ 184 ]             | (NE)               | Platyrrhinus lineatus            |
| Sturnire fleur-de-lys Sturnira lilium (E. Geoffroy, 1810)                             | Peut-être autochtone,                            | Aire de répartition du Sturnire fleur-de-lys            | [ 186 ]             | [ 3 ]              | Sturnire fleur-de-lys            |
| Sturnira sp. Gray, 1842                                                               | Autochtone                                       | Illustration manquante                                  | (NE)                | [ 3 ]              | Illustration manquante           |
| Sturnire des forêts Sturnira tildae de la Torre, 1959                                 | Autochtone                                       | Aire de répartition du Sturnire des forêts              | [ 187 ]             | [ 3 ]              | Sturnire des forêts              |
| Uroderme bilobée Uroderma bilobatum Peters, 1866                                      | Autochtone                                       | Aire de répartition de l'Uroderme bilobée               | [ 188 ]             | [ 3 ]              | Uroderme bilobée                 |
| Vampyressa thyone Thomas, 1909                                                        | Présence possible, probablement autochtone,      | Illustration manquante                                  | [ 189 ]             | [ 3 ]              | Illustration manquante           |
| Vampyresse bidentée Vampyriscus bidens (Dobson, 1878)                                 | Autochtone                                       | Illustration manquante                                  | [ 190 ]             | [ 3 ]              | Illustration manquante           |
| Vampyresse de Brock Vampyriscus brocki (Peterson, 1968)                               | Autochtone                                       | Illustration manquante                                  | [ 191 ]             | [ 3 ]              | Illustration manquante           |
| Vampyrode de Caraccioli Vampyrodes caraccioli (Thomas, 1889)                          | Autochtone                                       | Illustration manquante                                  | [ 192 ]             | [ 3 ]              | Vampyrode de Caraccioli          |

### Famille:Vespertilionidés
| Nom vulgaire, nom binominal et citation d'auteurs                    | Origine et statut en Guyane                | Aire de répartition                           | Statut UICN mondial | Statut UICN Guyane | Image                  |
| -------------------------------------------------------------------- | ------------------------------------------ | --------------------------------------------- | ------------------- | ------------------ | ---------------------- |
| Eptesicus brasiliensis Desmarest, 1819                               | Présence possible, probablement autochtone | Aire de répartition de Eptesicus brasiliensis | [ 193 ]             | (NE)               | Eptesicus brasiliensis |
| Sérotine du Chiriqui Eptesicus chiriquinus Thomas, 1920              | Autochtone                                 | Illustration manquante                        | [ 194 ]             | [ 3 ]              | Illustration manquante |
| Sérotine tropicale Eptesicus furinalis (d'Orbigny, 1847)             | Autochtone                                 | Aire de répartition de la Sérotine tropicale  | [ 195 ]             | [ 3 ]              | Sérotine tropicale     |
| Lasiure deuil Lasiurus atratus Handley, 1996                         | Autochtone                                 | Illustration manquante                        | [ 196 ]             | [ 3 ]              | Illustration manquante |
| Lasiure de Blosseville Lasiurus blossevillii (Lesson & Garnot, 1826) | Autochtone                                 | Aire de répartition du Lasiure de Blosseville | [ 197 ]             | [ 3 ]              | Lasiure de Blosseville |
| Lasiure jaune Lasiurus ega (Gervais, 1856)                           | Autochtone                                 | Aire de répartition du Lasiure jaune          | [ 198 ]             | [ 3 ]              | Lasiure jaune          |
| Lasiure roux Lasiurus egregius (Peters, 1870)                        | Autochtone                                 | Illustration manquante                        | [ 199 ]             | [ 3 ]              | Illustration manquante |
| Murin givré Myotis albescens (E. Geoffroy, 1806)                     | Autochtone                                 | Aire de répartition du Murin givré            | [ 200 ]             | [ 3 ]              | Murin givré            |
| Myotis clydejonesi Moratelli, Wilson, Gardner & Gutiérrez, 2016      | Présence possible, probablement autochtone | Aire de répartition de Myotis clydejonesi     | (NE)                | (NE)               | Myotis clydejonesi     |
| Murin noirâtre Myotis nigricans (Schinz, 1821)                       | Autochtone                                 | Aire de répartition du Murin noirâtre         | [ 201 ]             | [ 3 ]              | Illustration manquante |
| Murin des ruisseaux Myotis riparius Handley, 1960                    | Autochtone                                 | Aire de répartition du Murin des ruisseaux    | [ 202 ]             | [ 3 ]              | Illustration manquante |
| Rhogeessa hussoni Genoways & Baker, 1996                             | Présence possible, peut-être autochtone    | Aire de répartition de Rhogeessa hussoni      | [ 203 ]             | (NE)               | Rhogeessa hussoni      |
| Rhogeessa io Thomas, 1903                                            | Présence douteuse, peut-être autochtone,   | Aire de répartition de Rhogeessa io           | [ 204 ]             | (NE)               | Rhogeessa io           |

## Ordre:Cétacés

### Famille:Balænoptéridés
| Nom vulgaire, nom binominal et citation d'auteurs          | Origine et statut en Guyane | Aire de répartition                        | Statut UICN mondial | Statut UICN Guyane | Image            |
| ---------------------------------------------------------- | --------------------------- | ------------------------------------------ | ------------------- | ------------------ | ---------------- |
| Baleine de Minke Balaenoptera acutorostrata Lacépède, 1804 | Peut-être autochtone,       | Aire de répartition de la Baleine de Minke | [ 205 ]             | (NE)               | Baleine de Minke |
| Rorqual boréal Balaenoptera borealis Lesson, 1828          | Peut-être autochtone        | Aire de répartition du Rorqual boréal      | [ 207 ]             | (NE)               | Rorqual boréal   |
| Rorqual de Bryde Balaenoptera edeni Anderson, 1879         | Peut-être autochtone,       | Aire de répartition du Rorqual de Bryde    | [ 208 ]             | (NE)               | Rorqual de Bryde |
| Baleine bleue Balaenoptera musculus (Linnaeus, 1758)       | Autochtone                  | Aire de répartition de la Baleine bleue    | [ 209 ]             | [ 3 ]              | Baleine bleue    |
| Rorqual commun Balaenoptera physalus (Linnaeus, 1758)      | Autochtone                  | Aire de répartition du Rorqual commun      | [ 210 ]             | [ 3 ]              | Rorqual commun   |
| Baleine à bosse Megaptera novaeangliae (Borowski, 1781)    | Autochtone                  | Aire de répartition de la Baleine à bosse  | [ 211 ]             | [ 3 ]              | Baleine à bosse  |

### Famille:Delphinidés
| Nom vulgaire, nom binominal et citation d'auteurs                    | Origine et statut en Guyane | Aire de répartition                                    | Statut UICN mondial | Statut UICN Guyane | Image                           |
| -------------------------------------------------------------------- | --------------------------- | ------------------------------------------------------ | ------------------- | ------------------ | ------------------------------- |
| Dauphin commun Delphinus delphis Linnaeus, 1758                      | Peut-être autochtone        | Aire de répartition du Dauphin commun                  | [ 213 ]             | [ 3 ]              | Dauphin commun                  |
| Dauphin commun longirostre Delphinus capensis Gray, 1828             | Autochtone                  | Aire de répartition du Dauphin commun longirostre      | [ 214 ]             | (NE)               | Dauphin commun longirostre      |
| Orque pygmée Feresa attenuata Gray, 1874                             | Autochtone                  | Aire de répartition de l'Orque pygmée                  | [ 215 ]             | (NE)               | Orque pygmée                    |
| Globicéphale tropical Globicephala macrorhynchus Gray, 1846          | Autochtone                  | Aire de répartition du Globicéphale tropical           | [ 216 ]             | [ 3 ]              | Globicéphale tropical           |
| Dauphin de Risso Grampus griseus (G. Cuvier, 1812)                   | Autochtone                  | Aire de répartition du Dauphin de Risso                | [ 217 ]             | [ 3 ]              | Dauphin de Risso                |
| Dauphin de Fraser Lagenodelphis hosei Fraser, 1956                   | Autochtone                  | Aire de répartition du Dauphin de Fraser               | [ 218 ]             | (NE)               | Dauphin de Fraser               |
| Orque Orcinus orca (Linnaeus, 1758)                                  | Autochtone                  | Aire de répartition de l'Orque                         | [ 219 ]             | [ 3 ]              | Orque                           |
| Péponocéphale Peponocephala electra (Gray, 1846)                     | Autochtone                  | Aire de répartition du Péponocéphale                   | [ 220 ]             | [ 3 ]              | Péponocéphale                   |
| Fausse Orque Pseudorca crassidens (Owen, 1846)                       | Autochtone                  | Aire de répartition de la Fausse Orque                 | [ 221 ]             | [ 3 ]              | Fausse Orque                    |
| Dauphin de Guyane Sotalia guianensis (P.-J. van Bénéden, 1864)       | Autochtone                  | Aire de répartition du Dauphin de Guyane               | [ 222 ]             | [ 3 ]              | Dauphin de Guyane               |
| Dauphin tacheté pantropical Stenella attenuata (Gray, 1846)          | Autochtone                  | Aire de répartition du Dauphin tacheté pantropical.    | [ 223 ]             | [ 3 ]              | Dauphin tacheté pantropical     |
| Dauphin clymène Stenella clymene (Gray, 1850)                        | Autochtone                  | Aire de répartition du Dauphin clymène                 | [ 224 ]             | (NE)               | Dauphin clymène                 |
| Dauphin bleu et blanc Stenella coeruleoalba (Meyen, 1833)            | Peut-être autochtone        | Aire de répartition du Dauphin bleu et blanc           | [ 225 ]             | (NE)               | Dauphin bleu et blanc           |
| Dauphin tacheté de l'Atlantique Stenella frontalis (G. Cuvier, 1829) | Autochtone                  | Aire de répartition du Dauphin tacheté de l'Atlantique | [ 226 ]             | [ 3 ]              | Dauphin tacheté de l'Atlantique |
| Dauphin à long bec Stenella longirostris (Gray, 1828)                | Autochtone                  | Aire de répartition du Dauphin à long bec              | [ 227 ]             | [ 3 ]              | Dauphin à long bec              |
| Sténo Steno bredanensis (G. Cuvier in Lesson, 1828)                  | Autochtone                  | Aire de répartition du Sténo                           | [ 228 ]             | [ 3 ]              | Sténo                           |
| Grand Dauphin commun Tursiops truncatus (Montagu, 1821)              | Autochtone                  | Aire de répartition du Grand Dauphin commun            | [ 229 ]             | [ 3 ]              | Grand Dauphin commun            |

### Famille:Kogiidés
| Nom vulgaire, nom binominal et citation d'auteurs  | Origine et statut en Guyane | Aire de répartition                    | Statut UICN mondial | Statut UICN Guyane | Image           |
| -------------------------------------------------- | --------------------------- | -------------------------------------- | ------------------- | ------------------ | --------------- |
| Cachalot pygmée Kogia breviceps (Blainville, 1838) | Peut-être autochtone,       | Aire de répartition du Cachalot pygmée | [ 230 ]             | (NE)               | Cachalot pygmée |
| Cachalot nain Kogia sima (Owen, 1866)              | Peut-être autochtone,       | Aire de répartition du Cachalot nain   | [ 231 ]             | (NE)               | Cachalot nain   |

### Famille:Physétéridés
| Nom vulgaire, nom binominal et citation d'auteurs    | Origine et statut en Guyane | Aire de répartition                   | Statut UICN mondial | Statut UICN Guyane | Image          |
| ---------------------------------------------------- | --------------------------- | ------------------------------------- | ------------------- | ------------------ | -------------- |
| Grand Cachalot Physeter macrocephalus Linnaeus, 1758 | Autochtone                  | Aire de répartition du Grand Cachalot | [ 232 ]             | [ 3 ]              | Grand Cachalot |

### Famille:Ziphiidés
| Nom vulgaire, nom binominal et citation d'auteurs                   | Origine et statut en Guyane | Aire de répartition                               | Statut UICN mondial | Statut UICN Guyane | Image                    |
| ------------------------------------------------------------------- | --------------------------- | ------------------------------------------------- | ------------------- | ------------------ | ------------------------ |
| Mésoplodon de Blainville Mesoplodon densirostris (Blainville, 1817) | Peut-être autochtone        | Aire de répartition du Mésoplodon de Blainville   | [ 233 ]             | (NE)               | Mésoplodon de Blainville |
| Mésoplodon de Gervais Mesoplodon europaeus (Gervais, 1855)          | Peut-être autochtone        | Aire de répartition du Mésoplodon de Gervais      | [ 234 ]             | (NE)               | Mésoplodon de Gervais    |
| Baleine à bec de Cuvier Ziphius cavirostris G. Cuvier, 1823         | Autochtone                  | Aire de répartition de la Baleine à bec de Cuvier | [ 235 ]             | [ 3 ]              | Baleine à bec de Cuvier  |

## Ordre:Artiodactyles

### Famille:Bovidés
| Nom vulgaire, nom binominal et citation d'auteurs | Origine et statut en Guyane | Aire de répartition           | Statut UICN mondial | Statut UICN Guyane | Image  |
| ------------------------------------------------- | --------------------------- | ----------------------------- | ------------------- | ------------------ | ------ |
| Taurin Bos taurus Linnaeus, 1758                  | Allochtone (Introduit)      | Aire de répartition du Taurin | (NE)                | (NE)               | Taurin |

### Famille:Cervidés
| Nom vulgaire, nom binominal et citation d'auteurs          | Origine et statut en Guyane | Aire de répartition                          | Statut UICN mondial | Statut UICN Guyane | Image                 |
| ---------------------------------------------------------- | --------------------------- | -------------------------------------------- | ------------------- | ------------------ | --------------------- |
| Daguet rouge Mazama americana (Erxleben, 1777)             | Autochtone                  | Aire de répartition du Daguet rouge          | [ 237 ]             | [ 3 ]              | Daguet rouge          |
| Daguet brun amazonien Mazama nemorivaga (F. Cuvier, 1817)  | Autochtone                  | Aire de répartition du Daguet brun amazonien | [ 238 ]             | [ 3 ]              | Daguet brun amazonien |
| Cariacou Odocoileus cariacou (Boddaert, 1784)              | Autochtone                  | Aire de répartition du Cariacou              | (NE)                | [ 3 ]              | Cariacou              |
| Cerf de Virginie Odocoileus virginianus (Zimmermann, 1780) | Peut-être autochtone,       | Aire de répartition du Cerf de Virginie      | [ 239 ]             | (NE)               | Cerf de Virginie      |

### Famille:Tayassuidés
| Nom vulgaire, nom binominal et citation d'auteurs      | Origine et statut en Guyane | Aire de répartition                             | Statut UICN mondial | Statut UICN Guyane | Image                    |
| ------------------------------------------------------ | --------------------------- | ----------------------------------------------- | ------------------- | ------------------ | ------------------------ |
| Pécari à collier Pecari tajacu Linnaeus, 1758          | autochtone                  | Illustration manquante                          | (LC)                | [ 3 ]              | Pécari à collier         |
| Pécari à lèvres blanches Tayassu pecari Gotthelf, 1814 | autochtone                  | Aire de répartition du Pécari à lèvres blanches | (VU)                | [ 3 ]              | Pécari à lèvres blanches |

## Ordre:Périssodactyles

### Famille:Tapiridés
| Nom vulgaire, nom binominal et citation d'auteurs                                                | Origine et statut en Guyane | Aire de répartition                     | Statut UICN mondial | Statut UICN Guyane | Image           |
| ------------------------------------------------------------------------------------------------ | --------------------------- | --------------------------------------- | ------------------- | ------------------ | --------------- |
| Tapirus kabomani Cozzuol, Clozato, Holanda, Rodrigues, Nienow, de Thoisy, Redondo & Santos, 2013 | Peut-être autochtone        | Aire de répartition de Tapirus kabomani | (NE)                | (NE)               |                 |
| Tapir terrestre Tapirus terrestris (Linnaeus, 1758)                                              | Autochtone                  | Aire de répartition du Tapir terrestre  | [ 241 ]             | [ 3 ]              | Tapir terrestre |

## Ordre:Carnivores

### Famille:Canidés
| Nom vulgaire, nom binominal et citation d'auteurs   | Origine et statut en Guyane | Aire de répartition                       | Statut UICN mondial | Statut UICN Guyane | Image              |
| --------------------------------------------------- | --------------------------- | ----------------------------------------- | ------------------- | ------------------ | ------------------ |
| Renard des savanes Cerdocyon thous (Linnaeus, 1766) | Autochtone                  | Aire de répartition du Renard des savanes | [ 242 ]             | [ 3 ]              | Renard des savanes |
| Chien des buissons Speothos venaticus (Lund, 1842)  | Autochtone                  | Aire de répartition du Chien des buissons | [ 243 ]             | [ 3 ]              | Chien des buissons |
| Chien Canis lupus familiaris (Linnaeus, 1758)       | Allochtone (Introduit)      | Illustration manquante                    | (NE)                | (NE)               | Chien              |

### Famille:Mustélidés
| Nom vulgaire, nom binominal et citation d'auteurs              | Origine et statut en Guyane | Aire de répartition                             | Statut UICN mondial | Statut UICN Guyane | Image                 |
| -------------------------------------------------------------- | --------------------------- | ----------------------------------------------- | ------------------- | ------------------ | --------------------- |
| Loutre à longue queue Lontra longicaudis (Olfers, 1818)        | Autochtone                  | Aire de répartition de la Loutre à longue queue | [ 244 ]             | [ 3 ]              | Loutre à longue queue |
| Loutre géante Pteronura brasiliensis (Gmelin, 1788)            | Autochtone                  | Aire de répartition de la Loutre géante         | [ 245 ]             | [ 3 ]              | Loutre géante         |
| Martre à tête grise Tayra, Irara Eira barbara (Linnaeus, 1758) | Autochtone                  | Aire de répartition de la Martre à tête grise   | [ 246 ]             | [ 3 ]              | Martre à tête grise   |
| Grison Galictis vittata (Schreber, 1776)                       | Autochtone                  | Aire de répartition du Grison                   | [ 247 ]             | [ 3 ]              | Grison                |

### Famille:Procyonidés
| Nom vulgaire, nom binominal et citation d'auteurs          | Origine et statut en Guyane | Aire de répartition                  | Statut UICN mondial | Statut UICN Guyane | Image         |
| ---------------------------------------------------------- | --------------------------- | ------------------------------------ | ------------------- | ------------------ | ------------- |
| Coati roux Nasua nasua (Linnaeus, 1766)                    | Autochtone                  | Aire de répartition du Coati roux    | [ 248 ]             | [ 3 ]              | Coati roux    |
| Kinkajou Potos flavus (Schreber, 1774)                     | Autochtone                  | Aire de répartition du Kinkajou      | [ 249 ]             | [ 3 ]              | Kinkajou      |
| Raton crabier Procyon cancrivorus (G.[Baron] Cuvier, 1798) | Autochtone                  | Aire de répartition du Raton crabier | [ 250 ]             | [ 3 ]              | Raton crabier |

### Famille:Félidés
| Nom vulgaire, nom binominal et citation d'auteurs              | Origine et statut en Guyane | Aire de répartition               | Statut UICN mondial | Statut UICN Guyane | Image      |
| -------------------------------------------------------------- | --------------------------- | --------------------------------- | ------------------- | ------------------ | ---------- |
| Chat Felis silvestris catus Linnaeus, 1758                     | Allochtone (Introduit)      | Illustration manquante            | (NE)                | (NE)               | Chat       |
| Ocelot Leopardus pardalis (Linnaeus, 1758)                     | Autochtone                  | Aire de répartition de l'Ocelot   | [ 252 ]             | [ 3 ]              | Ocelot     |
| Oncille Leopardus tigrinus (Schreber, 1775)                    | Autochtone                  | Aire de répartition de l'Oncille  | [ 253 ]             | [ 3 ]              | Oncille    |
| Margay Leopardus wiedii (Schinz, 1821)                         | Autochtone                  | Aire de répartition du Margay     | [ 254 ]             | [ 3 ]              | Margay     |
| Puma Puma concolor (Linnaeus, 1771)                            | Autochtone                  | Aire de répartition du Puma       | [ 255 ]             | [ 3 ]              | Puma       |
| Jaguarondi Puma yagouaroundi (É. Geoffroy Saint-Hilaire, 1803) | Autochtone                  | Aire de répartition du Jaguarondi | [ 256 ]             | [ 3 ]              | Jaguarondi |
| Jaguar Panthera onca (Linnaeus, 1758)                          | Autochtone                  | Aire de répartition du Jaguar     | [ 257 ]             | [ 3 ]              | Jaguar     |